# Leonardo Dantés
Leonardo Antonio Ramírez Rodríguez (San Vicente de Alcántara, Badajoz, 26 de abril de 1948), conocido artísticamente como Leonardo Dantés, Leonardo Dantes o Leonardo A. es un cantante, showman y compositor español.

## Biografía
Leonardo Dantés es un cantante y compositor cuyo interés por el arte se manifestó desde temprana edad. A los 13 años, ganó el primer premio de Dibujo en su provincia, destacando por sus trabajos en tinta china y carboncillo.
A los 14 años, obtuvo otro reconocimiento al ganar el primer premio en la categoría de colaboraciones de los socios de la revista nacional "Duwarín" con un cuento dedicado a la aclamada actriz-cantante Marisol.
A los 15 años, Leonardo subió por primera vez a un escenario para participar en un concurso organizado por un teatro local en su pueblo. Interpretó el tema "Dame felicidad" y aunque no ganó el concurso, el presentador expresó que, en su opinión, Leonardo había sido el mejor, lo cual animó al joven debutante.
Con su nombre artístico Leonardo Dantés (a partir de 2011 sin acento), en 1973 grabó su primer disco con dos canciones de su autoría. Destacó especialmente su tema "No vale la pena", que alcanzó el puesto número 1 en Madrid en la lista de Los 40 Principales de la Cadena SER.
A mediados de 1974, lanzó su segundo disco, el cual también incluía dos canciones de su autoría. La canción estrella, "En el viejo bar", tuvo un gran éxito en Badajoz y se mantuvo sonando durante años en las emisoras de radio de la provincia, convirtiendo a Leonardo en el cantante melódico más popular de Extremadura.
Después de residir en la capital de España durante 41 años, donde alcanzó numerosos éxitos, en 2006 decidió regresar a su pueblo natal, desde donde continúa desarrollando sus actividades artísticas.
En 2008, Leonardo Dantés alcanzó el primer puesto en "La Canción del Verano" de Radio Comarca de Alburquerque con su canción "El Acordeón". Repitió este logro en 2010 con "La Canción del Año" y en 2015 con "Las Flores y Tú".
En 2014, lanzó el que se considera su disco más destacado, titulado "A José Alfredo Jiménez", lo que le valió el reconocimiento como "El Rey Español de las Rancheras".
En 2015, presentó "Siempre Joven", álbum que incluyó las 10 canciones de "A José Alfredo Jiménez" y 16 temas adicionales. En este disco, Leonardo interpretó rancheras, baladas, tangos, boleros y coplas, los estilos musicales que más le apasionan.
El 3 de marzo de 2017, presentó en el Museo del Corcho de San Vicente de Alcántara su libro "Poemas y Canciones", una selección de 26 poemas y 26 letras de canciones de su autoría.
El 27 de abril del mismo año, presentó en Badajoz, en la Residencia Universitaria de Caja Badajoz (RUCAB), su disco "Poetas de Badajoz". Este álbum incluía 10 poemas de autores pacenses musicalizados por él.
El 19 de mayo de 2017, recibió el reconocimiento como "Mejor Compositor Pacense" de la Asociación Cultural "Badajoz Contigo". En un gran homenaje, más de 20 artistas de la provincia interpretaron canciones emblemáticas de Leonardo.
En 2018, lanzó su disco "Bécquer y Yo", que presentaba 20 rimas de su poeta preferido, Gustavo Adolfo Bécquer. Este álbum sorprendió a quienes desconocían su faceta de rapsoda, ya que incluía 10 poemas recitados y 10 canciones con música propia.
En 2019, publicó el disco "Errante", que recopilaba una selección de sus mejores poemas y canciones.
En 2020, Leonardo decidió cambiar su apellido artístico por la inicial de su segundo nombre y lanzó el disco "Nevó sobre el Fuego" bajo el nombre de Leonardo A. Además, reeditó "Bécquer y Yo" con el título "Leonardo A. Recita y Canta a Bécquer".
Ese mismo año, se lanzaron los discos "Homenaje a Leonardo A. como Compositor y Poeta" y "Tributo a Leonardo A. como Cantante y Rapsoda". En el primero, 18 cantantes solistas, 2 grupos y 26 rapsodas de la Asociación Cultural "Badajoz Contigo" rindieron tributo a Leonardo A. interpretando sus obras destacadas. En el segundo, 28 personas del mundo de la cultura de distintos puntos de España también homenajearon al artista interpretando sus obras, mientras él cantaba "Madre" y recitaba "Quiero Pedirte Algo".
Para cerrar el año 2020, se lanzó un CD recopilatorio con las mejores interpretaciones de Leonardo A. como compositor, poeta, cantante y rapsoda.
En 2021, Leonardo A. lanzó los discos "Leonardo A. Canta a Francisco Jiménez" y "Caminante". En el primero, incluyó versiones de dos de sus grandes éxitos como compositor: "Lamento", compuesto junto a Casto Darío y popularizado por Los Gritos en 1970, y "Carmen", que compuso junto a Juan Salazar y se convirtió en uno de los mayores éxitos de Los Chunguitos. La versión que Leonardo A. hizo de este último tema es una mezcla de rumba y reguetón.
En 2022, lanzó cinco nuevos discos: "Ranchero", "En Estremeñu te Cantu", "Esa Morena", "Tangos, Baladas, Coplas y Rancheras" y "Duetos". En este último, colaboraron artistas como Santiago Segura, Ladilla Rusa y María Jesús y su acordeón.
En 2022, Leonardo A. tuvo un año lleno de reconocimientos y participaciones destacadas. Por un lado, fue invitado como artista en el Festival CONTEMPOPRÁNEA en Olivenza (Badajoz) y el Festival AMEX en Cáceres. Además, participó en las Charlas TEDxCÁDIZ UNIVERSITY en el Palacio de Congresos de Cádiz. En ese mismo año,  el Ayuntamiento de San Vicente de Alcántara (Badajoz), en un acto de reconocimiento, le rindió homenaje. Como parte de esta celebración, se erigió una placa conmemorativa en el centro de la población, en el emplazamiento previamente ocupado por el Cine Centro, emblemático escenario que albergó sus primeras actuaciones. La inscripción en dicha placa reza "El Sanvicenteño más popular", destacando así su gran popularidad y arraigo en la comunidad local

## El éxito como compositor
Sus mayores éxitos como compositor los obtuvo componiendo algunos de sus los temas más célebres de la formación pacense Los Chunguitos, como Carmen, Por la calle abajo o Vagando por ahí. Llegando a vender en ese mismo año más de 2 millones de copias en todo el país. Compuso la primera canción de amor de temática explícitamente homosexual Enamorado de Javier , que tuvo una gran aceptación entre el público gay. También ha compuesto la música del filme pornográfico de Julio Pastor Poli: El potro se desboca, protagonizada por Poli Díaz y Nacho Vidal. También compuso la canción "Tiene nombres mil", que recoge una variedad de sinónimos del pene.
Presentó una letra para el himno de España al concurso que se celebró para dotar de letra a la Marcha Real para que los deportistas la pudieran cantar en celebraciones deportivas. Ese concurso acabó quedando sorprendentemente desierto.
Hasta finales de 2009 tiene grabadas y editadas más de 130 canciones, varias de ellas interpretadas a dúo con artistas como Ana Reverte, Los Chunguitos o Rumba Tres. También han grabado temas compuestos por Leonardo Dantés otras grandes estrellas de la canción como Manolo Escobar, Rosa Morena, Los Chavis, Los Marismeños, María Jiménez, Lola Flores, Sara Montiel, Raffaella Carrà, y El Arrebato.

## Discografía

### En vinilo
- 1973. No vale la pena
- 1974. En el viejo bar
- 1979. Enamorado de Javier
- 1979. El sueño de Andalucía
- 1993. Como una roca (con Ana Reverte)

### En casete
- 1981. En otros labios
- 1987. Rumbas
- 1988. Por la calle abajo (con Torbellino)
- 1993. Leonardo Dantés con (Los Chunguitos, etc.)
- 1997. Ama de casa

### En Compact Disc
- 2000. Futbolistas naturistas
- 2001. El baile del pañuelo
- 2001. Soy el trovador
- 2002. Baila con Leonardo Dantés
- 2004. Tiene nombres mil
- 2005. Carmen
- 2008. La rueda de la vida
- 2012. El rey de los románticos
- 2014. A José Alfredo Jiménez
- 2015. Siempre joven
- 2017. Poetas de Badajoz
- 2018. Bécquer y yo
- 2019. Errante
- 2020. Nevó sobre el fuego
- 2020. Homenaje a Leonardo A. como compositor y poeta
- 2020. Tributo a Leonardo A. como cantante y rapsoda
- 2020. El compositor... El poeta... El cantante... El rapsoda
- 2021. Leonardo A. canta a Francisco Jiménez
- 2021. Caminante
- 2022. Ranchero
- 2022. En estremeñu te cantu
- 2022. Esa morena
- 2022. Tangos, baladas, coplas y rancheras
- 2022. Duetos (con Santiago Segura, etc.)

## Fama televisiva
Leonardo empieza a hacerse popular en televisión en 1999, cuando colabora con el programa deportivo de Canal+ El día después, cantando canciones dedicadas a jugadores famosos de aquellos años como Raúl o Julen Guerrero. También compuso una canción de homenaje a aquel mítico programa.
Su fama se disparó a partir del año 2000, a raíz de su participación en el programa de variedades Crónicas Marcianas del canal televisivo Telecinco, al relacionársele artísticamente con Yurena, diva de la música kitsch de la época. Compuso y grabó el tema No Cambié a dúo con esta, que obtuvo un enorme éxito, liderando las listas de tonos para móviles y la lista de sencillos de AFYVE durante diez semanas seguidas.
En 2012 es elegido, junto a King África y Fernando Esteso, para interpretar la canción Pa los guiris en el programa de Antena 3 “El hormiguero”, presentando Pablo Motos a estos artistas como «3 cracks de La canción del verano».
En 2017 trabajó en la composición de la cabecera del reality Una chica para Pedre, para el cual también rodó un videoclip en La Coruña.

### Intervenciones en películas y series
Participó en muchos programas de televisión, en la serie de Globomedia Periodistas, en el show de Carlos Latre Latrelevisión, así como en el late-night de laSexta Sabías a lo que venías.
En el cine ha intervenido en las películas Isi & Disi: alto voltaje, Deadhunter: Sevillian Zombies y Torrente 5: Operación Eurovegas.
También tuvo un papel más destacado en la película dramática escrita por Coto Matamoros Plauto, recuerdo distorsionado de un tonto eventual del año 2004, en donde interpretaba al payaso Platón en un circo arruinado que decidía meterse en el mundo del tráfico de drogas para salir adelante.
En 2004, inicialmente en colaboración con el cineasta underground Julián Lara (quien ya lo había dirigido en Deadhunter: Sevillian Zombies), Dantés inició la grabación del docudrama autobiográfico L.A.R.R. (iniciales de su verdadero nombre). Lara terminó por desvincularse del proyecto como director, apareciendo acreditado en la versión final únicamente como cámara y montador, por lo que Dantés asumió en solitario desde ese momento las labores de dirección y producción, continuando la grabación de material para el proyecto durante los años siguientes. La película terminada no conoció al principio distribución oficial, circulando únicamente en copias en DVD de duplicación casera, Su primera proyección pública confirmada tuvo lugar el 21 de octubre de 2012, dentro del evento Monstrua de Cine Chungo celebrado en Rivas Vaciamadrid. Un extracto de la película, que mostraba a Dantés completamente desnudo mientras cantaba un tema de composición propia titulado El nudismo, llegó a hacerse viral en enero de 2019 tras ser confundido con un nuevo videoclip del showman.
En la versión traducida al español del videojuego Paper Mario: La puerta milenaria, el jefe llamado en la versión internacional Macho Grubba es rebautizado como Leonardo Dantesco haciendo referencia al artista.

## Televisión
Programas
- El día después   (1990-2005) - Canal+.
- Crónicas Marcianas  (1997-2005) - Telecinco.
- Latrelevisión (2003) - Telecinco.
- Sabías a lo que venías (2007) - laSexta.
- Mucho que perder, poco que ganar (2011) - laSexta.
- El hormiguero (2012) - Antena 3.
- Expediente Pérez (2021) - #0